# Эмеев, Батыр Эмеевич
Батыр Эмеевич Эмеев (род. 1 сентября 1984, Кизилюрт, Дагестанская АССР, РСФСР, СССР) — российский государственный деятель. Председатель Правительства Республики Мордовия (2025—н.в.).

## Карьера
В 2007 году окончил Российский университет дружбы народов по специальности — «мировая экономика», а в 2010 году тот же университет по специальности — «юриспруденция». Работал в департаменте макроэкономического прогнозирования Министерства экономического развития и торговли Российской Федерации. С 2011 по 2018 год он работал финансовым директором промышленного предприятия. В период когда правительство Дагестана возглавлял Артём Здунова, а именно с июня 2018 по июль 2020 года он работал в министерстве промышленности и энергетики республики, сначала заместитель начальника управления промышленности и инноваций, а в июне 2019 года — министр ведомства Сайгидпаша Умаханов представил его коллективу, как заместителя министра. 16 июля 2020 года был назначен министром промышленности и торговли Дагестана, 29 декабря 2020 года новым врио министра промышленности Дагестана был назначен Низам Халилов, но Эмеев продолжал работать в Правительстве первым вице-премьером Дагестана. 31 мая 2022 года стало известно, что Эмеев назначен заместителем директора завода «Дагдизель». 5 декабря 2022 года Указом Главы Республики Мордовия Артёма Здунова назначен исполняющим обязанности заместителя Председателя Правительства Республики Мордовия, а с 27 декабря 2022 года стал работать заместителем Председателя Правительства Республики Мордовия. 28 октября 2023 года был назначен президентом федерации бокса Мордовии. В 2025 году являлся исполняющим обязанности Председателя Правительства Республики Мордовия. 11 августа 2025 года депутаты Государственного собрания Мордовии единогласно проголосовали за кандидатуру Батыра Эмеева, которую предложил Артём Здунов, на должность Председателя Правительства Республики Мордовия.

## Личная жизнь
Батыр Эмеев родился в 1 сентября 1984 года в городе Кизилюрт (ныне Дагестан). До 6-летнего возраста жил с родителями в Ростовской области. Его отец работал зоотехником, мама была экономистом. В школу пошёл в Кизилюрте. Батыр старший брат в семье, у меня две сестры, с младшей разница в возрасте 20 лет. Женат, по состоянию на февраль 2023 года имел 4 детей: старшему сыну было 13 лет, дочери — 10, младшему сыну — 5, а младшей дочери — 2 года. Владеет английским и французским языками.